# Juden in Breslau

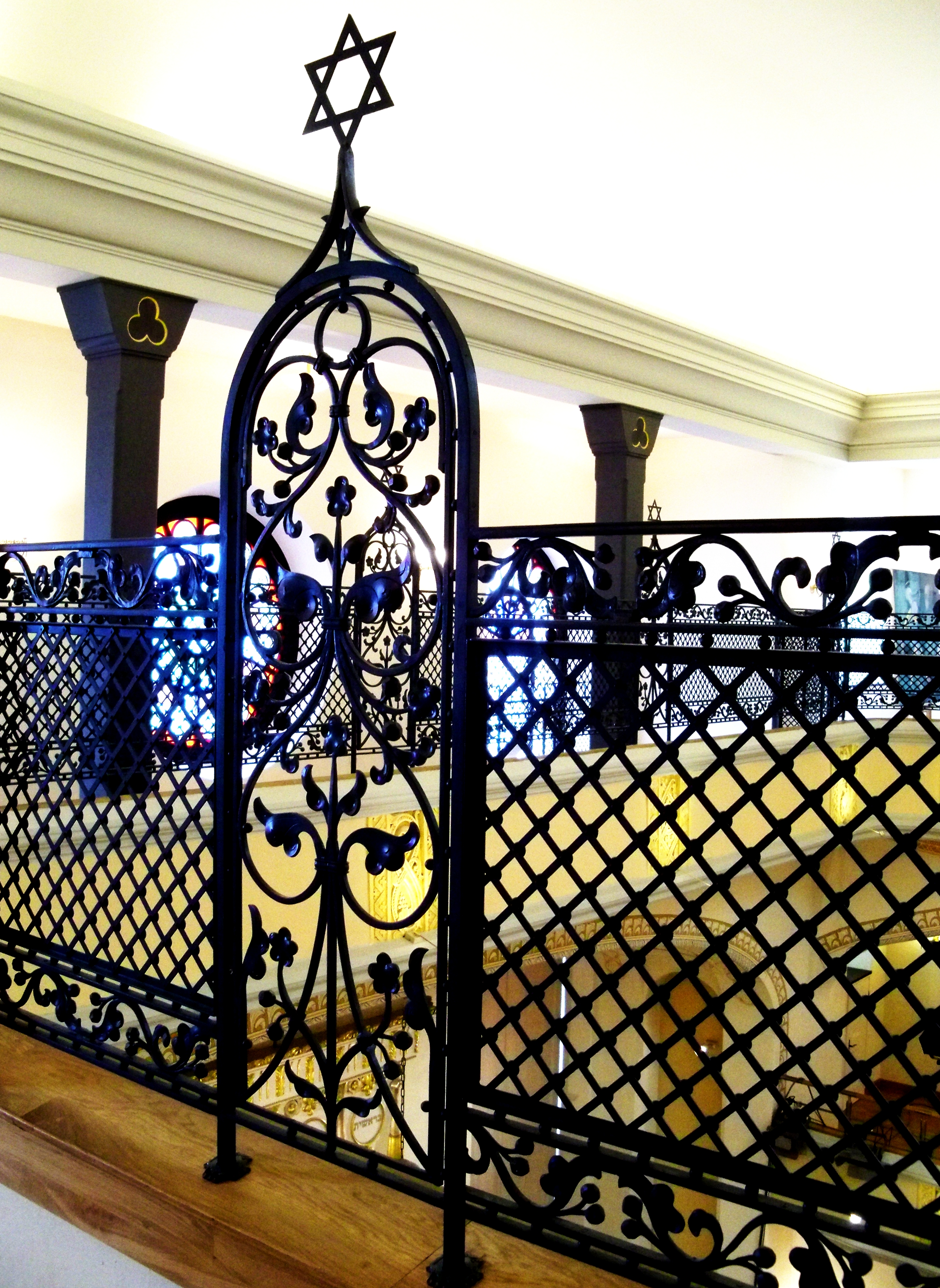
Davidstern in der Storch-Synagoge

Die Geschichte der Juden in Breslau beginnt im frühen 13. Jahrhundert. Nachdem ihnen im 15. Jahrhundert das Wohnrecht entzogen worden war, blühte die jüdische Gemeinde seit der Mitte des 18. Jahrhunderts wieder auf und brachte im 19. und frühen 20. Jahrhundert bis zum Aufkommen des Nationalsozialismus viele bedeutende Rabbiner sowie jüdische Gelehrte und Schriftsteller hervor.

## Geschichte

### Mittelalter
Der früheste Nachweis von Juden in Breslau ist ein Grabstein aus dem Jahr 1203. Im Jahr 1267 beschloss die Synode von Wien, die Rechte der Juden in Breslau einzuschränken, doch Herzog Heinrich IV. garantierte ihnen zwischen 1270 und 1290 Privilegien. Die mittelalterliche Gemeinde verfügte über Synagogen, ein Tauchbad und Friedhöfe. Einige Grabsteine aus dieser Zeit sind erhalten geblieben. Im Laufe des 14. Jahrhunderts, in der Zeit der Pestepidemien, wurden Juden mehrmals aus Breslau ausgewiesen.
1453 kam es unter dem Franziskaner Johannes Capistrano zu einem Pogrom in Breslau. Ein Bauer aus Langewiese bei Oels hatte Juden der Hostienschändung beschuldigt. Die Ältesten der Juden hätten sich Hostien angeeignet und sie mit Stöcken ausgepeitscht und damit entweiht. Capistrano wurde vom König mit der Untersuchung beauftragt. Daraufhin wurden am 2. Mai 1453 alle 318 Juden in Breslau und Umgebung in Breslau inhaftiert und Geständnisse mit Folter erpresst. Capistrano ließ 41 Juden auf dem Scheiterhaufen verbrennen und die übrigen aus der Stadt ausweisen. Das Vermögen der Juden wurde eingezogen, was nach Cohn der eigentliche Grund für den Pogrom war. Denn Cohn fand in dem Archiv allein elf Hefte mit Schuldbriefen, die den Juden gehört hatten. Es gab auch große Inventare der anderen Gegenstände, die die Juden besessen hatten. 1455 bekam die Stadt Breslau von König Ladislaus Postumus das verbriefte Privilegium de non tolerandis Judaeis („Privileg zur Nichtduldung der Juden“), das de jure bis 1744 in Kraft blieb.

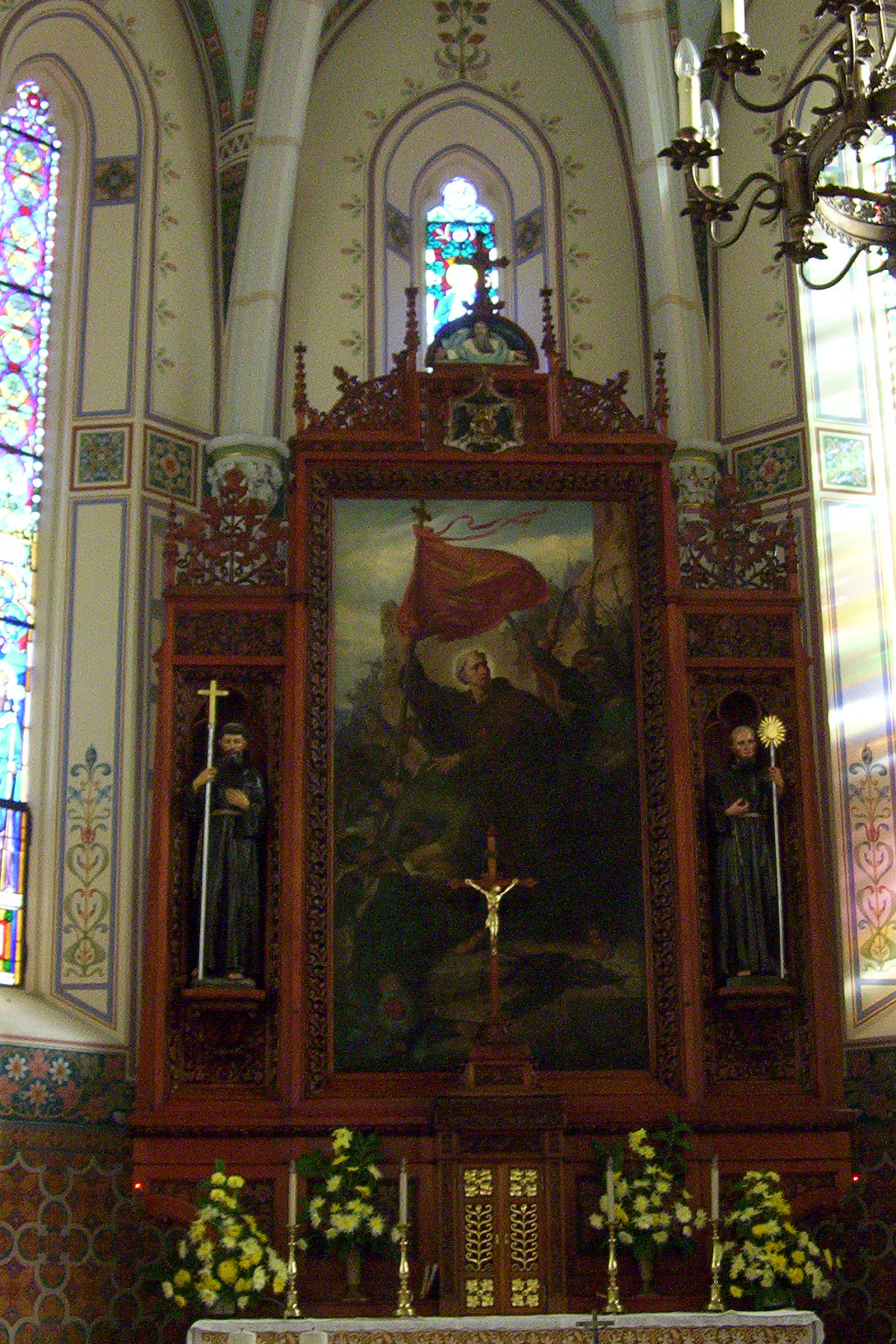
Bildnis des hl. Johannes Capistranus in der Kirche in Ilok, Kroatien

Vom frühen 16. Jahrhundert an begannen Juden wieder die Stadt während der Messen zu besuchen, die für den Handel mit den benachbarten Ländern eine wichtige Rolle spielten. Nach und nach erteilte der Stadtrat Besuchsgenehmigungen auch außerhalb der Messezeiten. In diesem Zusammenhang wurde für die jüdischen Messebesucher eine besondere Art von Gemeindeorganisation errichtet. „Messe-Schatzmeister“ vertraten die Juden gegenüber den Behörden, erhoben Steuern und trafen Vorsichtsmaßnahmen gegen Diebe und Schwindler. „Messe-Richter“ (zwei aus Polen und einer aus Mähren) waren befugt, Bußen zu erheben und Besuchsverbote auszusprechen, und ein „Messe-Ausschuss“ überwachte die Einhaltung der Speisevorschriften. Zwischen den Messen gab es besondere Beamte namens Schammes, die vom Rat der vier Länder ernannt wurden. Ihre Aufgabe bestand in der Erhebung von gewissen Summen von jüdischen Messebesuchern. Außerdem versorgten sie die Juden in Polen mit Etrogim aus der Breslauer Messe. Diese Beamten, wie auch einige jüdische Messebesucher, wurden schließlich ständige Bewohner der Stadt Breslau.
1657 wurde Zacharias Lazarus aus dem ostböhmischen Náchod Pächter der Breslauer Münze. Er begründete die neuzeitliche jüdische Gemeinde Breslau; das erste Gotteshaus befand sich in seinem Haus.
Im späten 16. Jahrhundert gab es zwei Kategorien von Schutzjuden, die unter kaiserlichem bzw. städtischem Schutz standen. Nach ihrem Herkunftsort waren sie in verschiedene Schulen aufgeteilt und verfügten weder über einen Rabbiner noch über einen Friedhof, da offiziell keine jüdische Gemeinde existierte. Eine der ältesten Institutionen der neuzeitlichen Breslauer jüdischen Gemeinde war die Beerdigungsgesellschaft (Chewra Kadischa), die 1726 errichtet wurde.

### Frühe Neuzeit
Nach der Eroberung von Breslau durch die Preußen 1741 bewilligten die neuen Behörden die Errichtung einer Gemeinde, die 1744 auf zwölf Familien beschränkt wurde, und bestätigten die Ernennung von Bendix Reuben Gomperz (Baruch Wesel) als deren ersten Rabbiner. 1761 erwarb die Gemeinde einen Friedhof, der die von Lissa, Dyhernfurth und Krotoschin ersetzte. Die Bedeutung der Juden für den Handel mit Polen führte dazu, dass allmählich die Anzahl von Juden durch die Erteilung von Aufenthaltsbewilligungen anstieg. Es gab zu dieser Zeit verschiedene Klassen von Berechtigten. Die „Generalprivilegierten“, „Tolerierten“, „Fix-Entristen“ (bezahlten eine regelmäßige Gebühr für zeitlich begrenzten Aufenthalt) sowie „Schutzgenossen“, die bei der Gemeinde oder bei Privatpersonen angestellt waren. 1776 lebten etwa 2000 Juden in Breslau. 1791 wurden die Juden durch ein neues Reglement unterteilt in „Generalprivilegierte“, welche ausschließlich die Gemeinde bildeten, „Stammnumeranten“, d. h. Familienangehörige der Generalprivilegierten, und „Extra-Ordinäre“, die zwar die Mehrheit bildeten, von der Gemeindemitgliedschaft jedoch ausgeschlossen waren. Die führenden Breslauer Familien standen im Allgemeinen auf Seiten der Haskala und der Reformbestrebungen. Aus ihrer Mitte heraus wurde der Verein der Gesellschaft der Brüder gegründet. Zur Verwirklichung ihrer Ideen benutzten sie ihre Verbindungen mit toleranten preußischen Beamten und errichteten Schulen, in denen Kinder aus armen Familien eine moderne Erziehung erhielten. Dazu gehörten die Königliche Wilhelms-Schule, 1791 gegründet, und die Industrieschule für arme israelitische Mädchen aus dem Jahre 1801, die von Mitgliedern der Gesellschaft der Brüder eingerichtet und beaufsichtigt wurden, aber mit der Zeit auch staatliche Unterstützung genossen. Von Seiten des orthodoxen Judentums stießen diese Schulen auf Widerstand, was im Jahr 1848 zu ihrer Schließung führte.

### 19. und frühes 20. Jahrhundert
Zwischen der Gemeindemehrheit und ihren Führungskräften verschärften sich nach dem Preußischen Judenedikt von 1812 die Spannungen. Die neuen Gemeindevertreter bemühten sich zunehmend um Reformen und um verstärkte Assimilation. Salomo Tiktin und sein Sohn Gedalia, der von 1843 bis zu seinem Tod 1886 als Rabbiner amtierte, führten die orthodoxe Partei gegen die Reformpartei an, die von Abraham Geiger angeführt wurde, der von 1840 bis 1863 als liberaler Rabbiner in Breslau amtierte. Die jüdische Gemeinde blieb jedoch eine Einheitsgemeinde, mit je einer orthodoxen und einer liberalen Kultuskommission und jeweils eigenen Rabbinern, Synagogen und Schulen. Beide Teile der Gemeinde führten ein aktives religiöses und kulturelles Leben. Eine Mittelstellung nahm das 1854 gegründete Jüdisch-Theologische Seminar Breslau ein, das erste moderne Rabbinerseminar in Europa. Dessen erster Direktor war Zacharias Frankel, der Begründer des konservativen Judentums, der infolge seiner Berufung von Dresden nach Breslau umzog. Noch in Dresden gründete Frankel 1851 die Monatsschrift für Geschichte und Wissenschaft des Judentums, für die er bis 1868 in Breslau als leitender Redakteur tätig war und dann vom Historiker Heinrich Graetz abgelöst wurde, der auch am Seminar dozierte.
Im Verlauf des 19. Jahrhunderts entwickelte sich aus einem kleinen in viele jüdischen Gemeinden vorhandenen Hekdesh, das ausschließlich zur Versorgung armer jüdischer Kranker diente ein modernes Krankenhaus für Patienten aller Konfessionen. 1903/1904 errichtete die „Israelitische Kranken-Verpflegungs-Anstalt und Beerdigungsanstalt zu Breslau (IVKA)“ mit Hilfe von Spenden im Süden der Stadt ein großes Gebäude, in dem bis 1939 das „Jüdische Krankenhaus“ untergebracht war. Mit 350 Betten und sieben Fachrichtungen war das Krankenhaus eins der modernsten und größten in Breslau.
Die erste jüdische Studentenverbindung, Viadrina, wurde 1886 an der Universität Breslau gegründet. Von 1895 bis 1937 erschien in Breslau das Jüdische Volksblatt, das später den Namen Jüdische Zeitung für Ostdeutschland erhielt. 1924 bis 1938 erschien zudem das Breslauer Jüdische Gemeindeblatt. Nach dem Ersten Weltkrieg erfuhren die kulturellen Aktivitäten zunächst einen Aufschwung. 1921 wurde eine jüdische Elementarschule errichtet, 1923 folgte ein Realgymnasium, die beide konservativ ausgerichtet waren. 1930 wurden ein Jugendinstitut und ein Altersheim eröffnet. Zu den führenden jüdischen Persönlichkeiten aus dieser Zeit gehört auch Ferdinand Lassalle, einer der Begründer der deutschen Arbeiterbewegung. Die höchste Anzahl erreichte die jüdische Bevölkerung von Breslau im Jahre 1925, als 23.240 Juden verzeichnet wurden; bis 1939 sank diese Zahl auf 10.309. Wegen der Verfolgung ab 1933 mussten viele Juden als Untermieter Schutz suchen und lebten unter beengten Wohnverhältnissen. Einer, der schon früh Breslau verließ und Anfang Juli 1933 nach Paris emigrierte, war der damals achtzehnjährige Horst Rosenthal.

### Novemberpogrom 1938

Neue Synagoge in Breslau (1914)

Nach dem Novemberpogrom 1938 mussten die erzieherischen, kulturellen und sozialen Aktivitäten der jüdischen Gemeinde aufgegeben werden. Vor dem Novemberpogrom 1938 gab es zwei große Gemeindesynagogen und acht private Synagogen, außerdem Synagogen im Theologischen Seminar der Reformbewegung, im Israelitischen Krankenhaus und im jüdischen Altersheim. Die Landschule war im regionalen Baustil erbaut worden, die Storch-Synagoge im Klassizismus, die Neue Synagoge im Stil der Neo-Romanik und der Betsaal im Israelitischen Krankenhaus in byzantinisch-romanischem Stil. Die Zülzer Synagoge war nach den Einwanderern aus Zülz benannt worden und stand mit zahlreichen anderen Synagogen wie die Glogauer, Neu-Glogauer und Lissaer Synagogen, am ehemaligen Karlsplatz, der früher „Jüdischer Platz“ (plac Żydowski) hieß und Ende der 1940er Jahre in „Platz der Helden des Ghetto“ umbenannt (plac Bohaterów Getta) wurde. Die Breslauer Synagoge und alle anderen Synagogen und Schulen wurden zerstört; als einziges Gebetshaus blieb die Storch-Synagoge (1829 gegründet) noch nach November 1938 bestehen. Der älteste, 1761 eingeweihte Friedhof auf dem Großen Anger wurde ab dem Sommer 1943 entweiht, als über sein Gelände hindurch die Bahnhofstraße (heute ulica Dworcowa) bis zum Bahnhofsvorplatz durchgebunden wurde. Das 1924 errichtete Gemeindearchiv blieb in einem Friedhofsgebäude erhalten und wurde 1945 in das Jüdische Historische Institut in Warschau übergeführt. Aus dem jüdischen Krankenhaus an der Hohenzollernstraße (jetzt ulica Sudecka) wurde 1939 ein Lazarett der Wehrmacht und nach dem Krieg ein Betriebskrankenhaus der Polnischen Staatsbahnen.

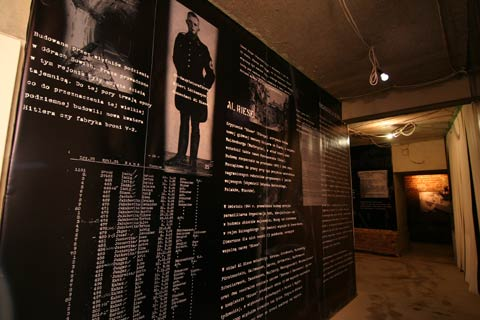
Ausstellung zur „Kristallnacht Wrocław“, 2006
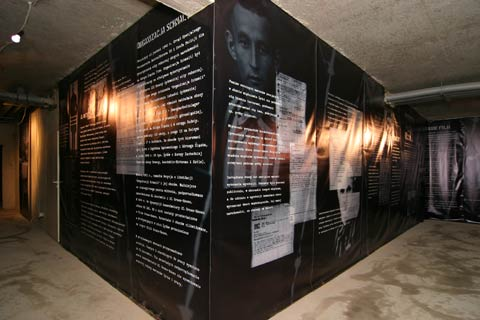
Ausstellung zur „Kristallnacht Wrocław“, 2006
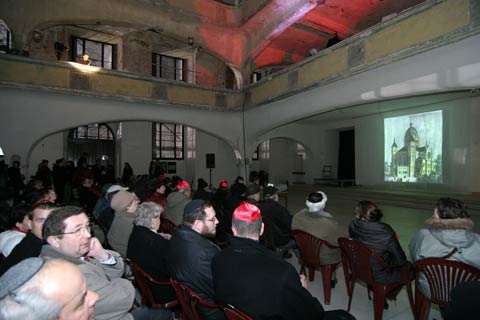
Ausstellung zur „Kristallnacht Wrocław“, 2006

### Holocaust

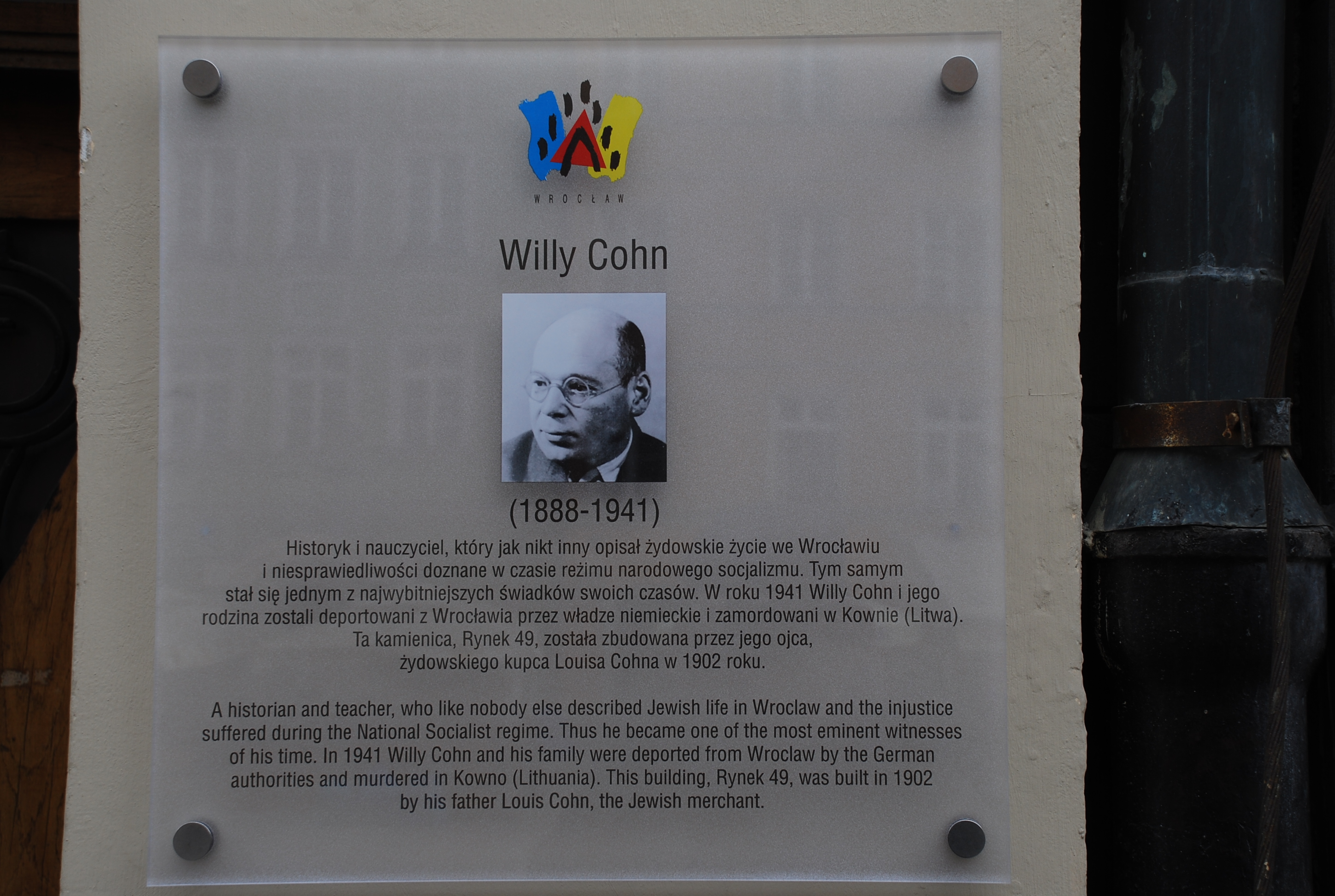
Willy-Cohn-Plakette am Rynek in Breslau

Vom September 1941 an wurden im Zuge der „Entjudung“ der Stadt die Breslauer Juden in sogenannten Judenhäusern zusammengetrieben. So in der Neuen Graupenstraße (ul. Krupniza), die Sonnenstraße (ul. Pawlowa) und die Wallstraße (ul. Wlodkowica). Der Beschluss zur Räumung der „Judenwohnungen“ im Frühjahr 1941, den der Oberbürgermeister Hans Fridrich, der Regierungspräsident Kroll und der Gauleiter Karl Hanke mit dem Ziel, alle Breslauer Juden zu vertreiben und zu ermorden, wurde unabhängig von Berlin getroffen. Ein Großteil der Breslauer Juden wurde dann in außerhalb der Stadt gelegene Sammellager gebracht. Die Sammellager wurden dabei als „jüdische Wohngemeinschaften“ bezeichnet. „Breslau in absehbarer Zeit von Juden freizumachen“, lautete der Beschluss, wie ihn die Gauleitung am 28. Mai 1941 gefasst hatte. Die drei Sammellager dienten als Aufenthaltslager zur Verwahrung bis zur endgültigen Deportation in die KZs. Die Lager waren im beschlagnahmten Zisterzienserkloster Grüssau (Krzeszów) bei Landeshut (Kamienna Góra), im beschlagnahmten Reichsarbeitsdienst-Lager bei Rybnik südöstlich von Brieg (Brzeg) sowie im ehemaligen Rothenburger Brüderhaus „Zoar“ (später „Martinshof“) in Tormersdorf (Prędocice) bei Görlitz.
Mitte Juli 1941 wurden die ersten 130 Breslauer Juden in das Lager Tormersdorf deportiert. Diese waren zuvor aus dem früheren jüdischen Beathe-Guttmann-Heim in Breslau mit dem Zug nach Rothenburg gebracht worden. Dabei handelte es sich meist um wohlhabende und ältere jüdische Breslauer. Die Zahl der Juden im Arbeitslager „im Stern“ von Tomersdorf erhöhten sich bis 1943 auf 700 bis 750. Diese mussten im Straßenbau oder bei der Befestigung des Neiße-Flussbetts, in der Christoph & Unmack AG in Niesky und im Sägewerk Müller & Söhne in Rothenburg als Zwangsarbeit erbringen. Während ihres Lageraufenthaltes starben 26 Juden, die auf dem Friedhof des Ortes anonym begraben wurden. Georg Hirschberg durfte neben seiner Frau auf dem Jüdischen Friedhof in Breslau beerdigt werden.
Im Herbst 1942 wurde das Ghetto aufgelöst. Während die Juden, von denen man glaubte, sie könnten noch als Zwangsarbeiter ausgebeutet werden, nach Auschwitz und Theresienstadt gebracht wurden, deportierte man die anderen ins KZ Majdanek bei Lublin.
Am 25. November 1941 deportierte man mit 1000 Breslauer Juden auch Willy Cohn mit Frau und Kinder und Walter Tausk nach Kowno. Als die Juden aus Breslau dort ankamen, wurden sie zusammen mit weiteren 1000 Juden aus Wien im Fort IX („Neuntes Fort“) in Kowno bei einer Massenhinrichtung erschossen. Von April 1942 an wurden die verbliebenen Juden direkt nach Auschwitz, Sobibor, Riga oder Theresienstadt deportiert. Die Deportation Anfang 1943 ging direkt nach Auschwitz und bildete das Ende der Breslauer Gemeinde. Von 1940 bis 1943 begingen 108 Breslauer Juden Selbstmord um der Deportation zu entgehen. Über die Hälfte der Selbstmörder starb im jüdischen Krankenhaus in der Wallstraße 9. Mit der Deportation des Gemeindevorstehers Kohn und seiner Familie sowie des übrigen Krankenhauspersonals am 16. Juni 1943 waren von der Breslauer Gemeinde nur noch Partner aus gemischten Ehen und einige Kinder übrig geblieben. Nur 38 Breslauer überlebten Auschwitz.
Fotos der Deportationen
2024 wurden 12 Fotos von den Deportationen im November 1941 und eines aus dem April 1942 entdeckt. Sie zeigen wie mehr als 1000 Breslauer Juden in der Gaststätte „Schiesswerder“ in der Nähe des Bahnhofs auf den Transport warten. Eine Aufnahme aus dem Biergarten ist das letzte Zeugnis der Ermordeten. Es gehört zu einer Serie von Originalabzügen, die im Archiv des Landesverbandes der Jüdischen Gemeinden in Dresden gefunden wurden. Als Fotograf wird Albert Hadda (1892–1975) angenommen, ein Breslauer Jude, der aufgrund einer Ehe mit einer Nichtjüdin zunächst nicht deportiert wurde. Alles deutet darauf hin, dass er die Fotos heimlich gemacht hat. Für die Forschung sind die Bilder einzigartig, da es kaum dokumentarische Aufnahmen der Deportationen aus Deutschland gibt.

### Vertreibung der deutschen Bevölkerung
Die deutsche Stadtgemeinde Breslaus wurde im Zuge der „Entdeutschung“ binnen drei Jahren nach den Kämpfen um Breslau, am 6. Mai 1945, vertrieben. Bereits im Januar und Februar 1945 verließen Flüchtlingstrecks in Richtung Westen. Wie viele andere Überlebende kehrten auch die deutschen Juden in den ersten Nachkriegswochen nach Breslau zurück, wo sich eine kleine Gemeinschaft in den Räumen des Gemeindekomplexes in der ul. Włodkowica (Wallstraße) bildete. Im Sommer 1947 wurden 128 deutsche Juden in Schlesien gemeldet, davon 30 in der ehemaligen deutschen Stadt Breslau, die nun unter polnischer Verwaltung stand. Allerdings wurden die deutschen Juden genauso wie die übrige deutsche Bevölkerung Schlesiens von den polnischen Behörden behandelt. Im Zuge der „Entdeutschung“ Breslaus wurden auch die Juden mit deutscher Staatsangehörigkeit vertrieben. Die meisten überlebenden Juden mit deutscher Staatsangehörigkeit verließen zwischen Rosch ha-Schana und Jom Kippur 1945 mit Hilfe des jüdischen Komitees Erfurt die Stadt Breslau. Dabei wurde eine Busverbindung zwischen Breslau und Görlitz gebildet, auf der mit insgesamt vier Fahrten die jüdischen Breslauer unter Überwachung polnischer Behörden in die Sowjetisch Besetzte Zone (SBZ) gebracht wurden. Für die meisten Überlebenden waren Schlesien und seine Hauptstadt Breslau Ausgangspunkt für die Übersiedlung nach Westeuropa oder die Auswanderung nach Übersee und Palästina.

### Mittelpunkt jüdischen Lebens in Polen (1945–1950)

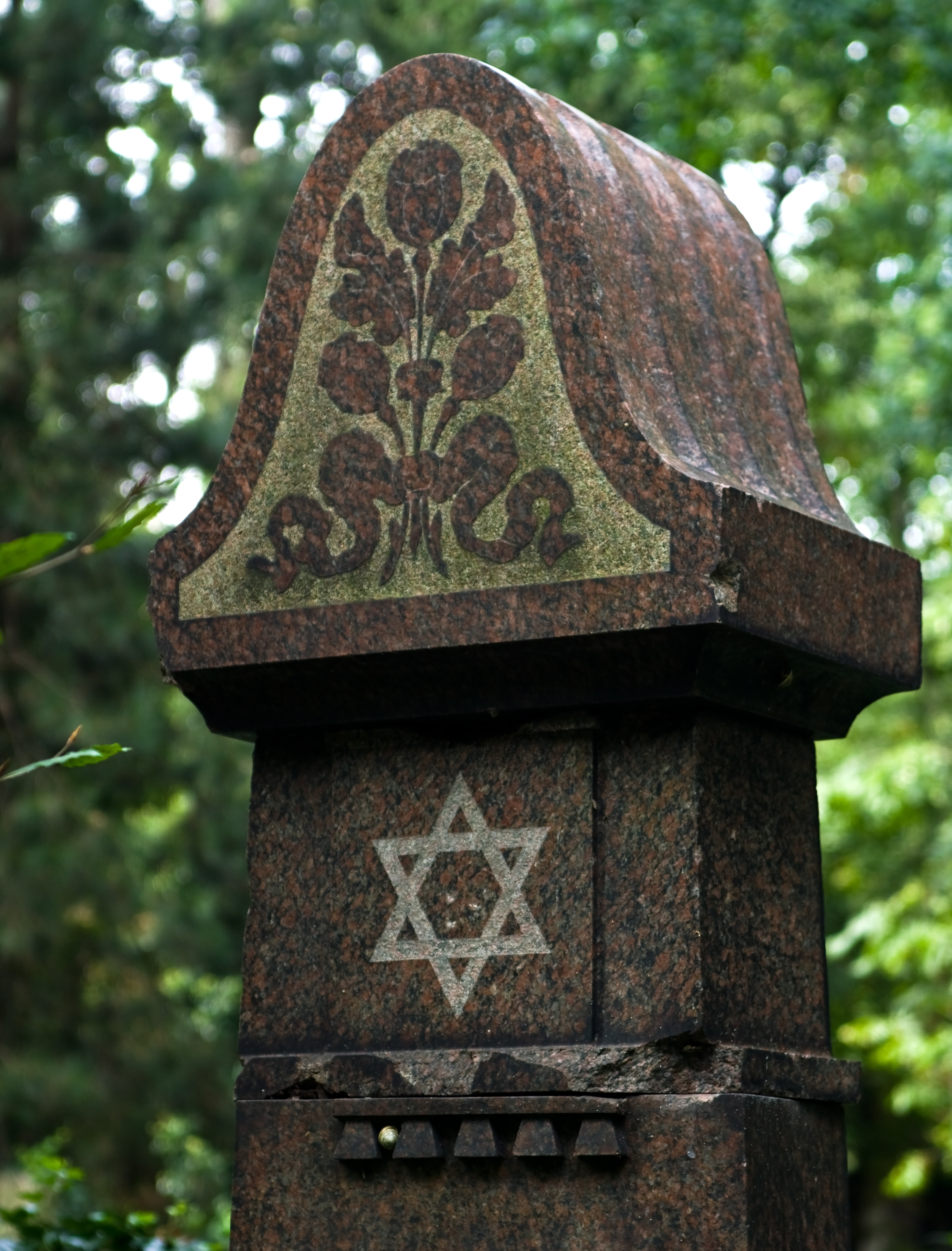
Jüdischer Friedhof cmentarz żydowski

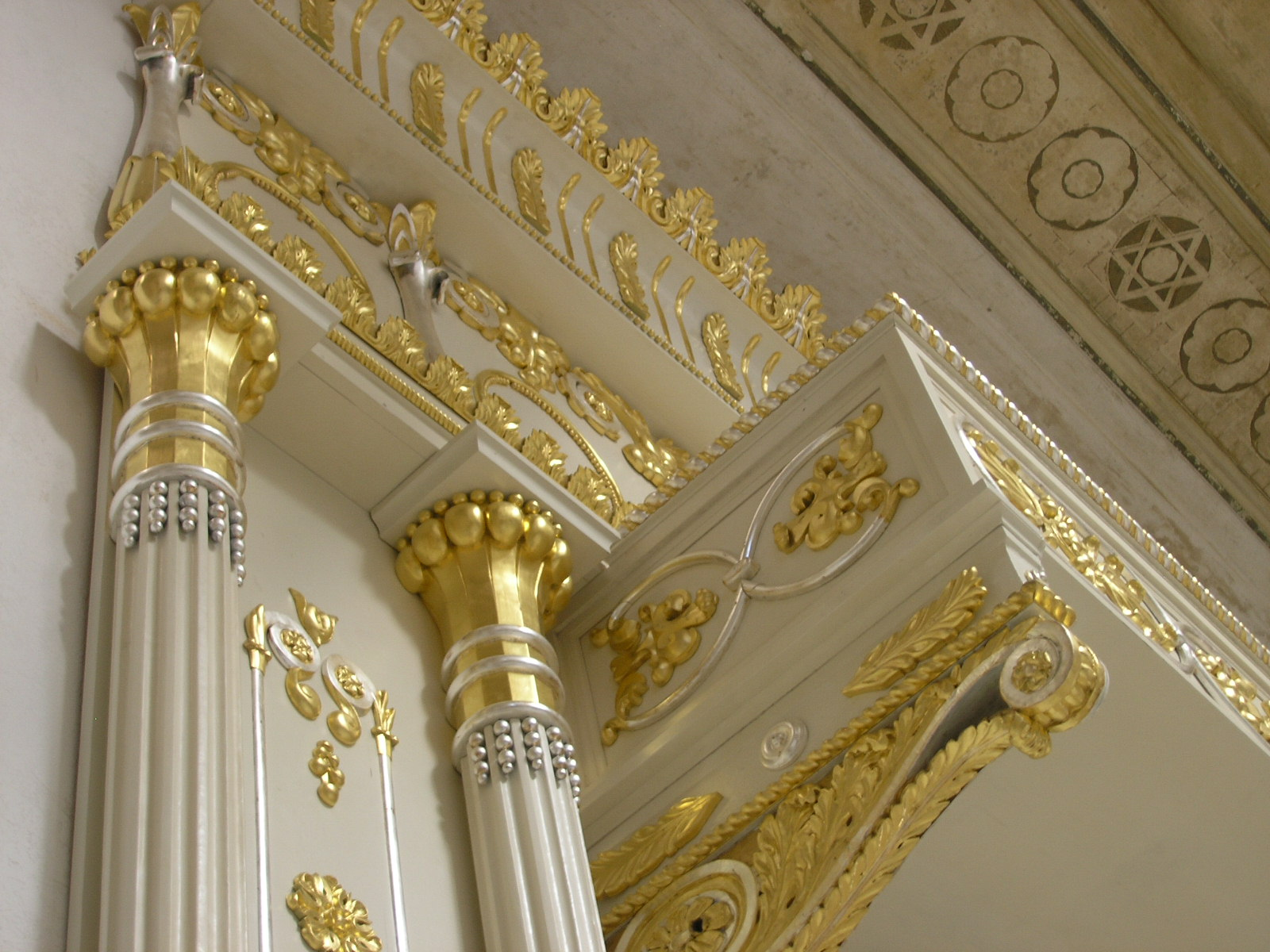
Aaron ha Kodesch der Storch-Synagoge

Zum Ende des Zweiten Weltkrieges gab es in Schlesien 135.000 Juden, dabei handelte es sich um Überlebende des KZ Auschwitz in Oberschlesien und des KZ Groß-Rosen und seiner Außenlager in Niederschlesien. In den letzten Kriegsmonaten gab es in Niederschlesien etwa 7.000 Juden mit polnischer Staatsangehörigkeit; bis zum September 1945 wuchs deren Anzahl auf 10.000 Juden und zu Anfang des Folgejahres 1946 registrierte das WKŻ – Wojewódzki Komitet Żydów (Woiwodschaftskomitée der Juden) Niederschlesien bereits 18.000 polnische Juden. Viele der entwurzelten und in Schlesien befreiten polnischen Juden sahen Niederschlesien nicht mehr nur als Zwischenstation auf dem Weg in die Emigration an, sondern als zukünftige Heimat, weil auch die Rückkehr für die meisten polnischen Juden unmöglich geworden war. Grund dafür war die Westverschiebung Polens und der Verlust der ostpolnischen Gebiete an die Sowjetunion sowie der in der polnischen Nachkriegsgesellschaft weitverbreitete Antisemitismus. Bis zum Sommer 1947 gab es an 115 verschiedenen Orten in Polen 1.500 bis 2.000 antisemitisch begründete Morde; Motiv für die Morde bildeten dabei diverse Rechtsstreitigkeiten um Rückgabe jüdischen Eigentums.
Breslau sollte von 1945 bis Ende der 1940er Jahre Polens „jüdische Enklave in Niederschlesien“ bilden. Eine erste konkrete Formulierung eines Konzeptes zur jüdischen Wiederbesiedlung Schlesiens war das Memorandum des WKŻ – Wojewódzki Komitet Żydów (Woiwodschaftskomitée der Juden) für Juni 1945. Bei diesem Memorandum betonte das jüdische Komitée die günstigen wirtschaftlichen Lebensbedingungen in der Woiwodschaft Niederschlesien. Durch die Vertreibung der deutschen Bevölkerung gab es dort nun genügend unzerstörte Wohnungen, die im Vergleich zu Zentralpolen einen hohen Lebensstandard boten. Auch die freiwerdenden Arbeitsplätze in der Industrie und Landwirtschaft konnten von der ehemaligen deutschen Bevölkerungen übernommen werden. Die Erwartung auf einen offiziellen, autonomen jüdischen Siedlungsschwerpunkt in der Woiwodschaft Niederschlesien wurden durch die polnische Regierung und die Behörden akzeptiert und unterstützt. Weiter unterstützten die zentralen internationalen jüdischen Organisationen wie das American Jewish Joint Committee dieses Ziel. Diese Ansicht vertrat auch Jakub Egit, Präsident des WKŻ – Wojewódzki Komitet Żydów (Woiwodschaftskomitée der Juden) Niederschlesien: „My intention was to establish a Yiddisch Yishuv in Lower Silesia“. Das Siedlungsprojekt in Niederschlesien wurde durch das CKŻP – Centralny Komitet Żydów w Polsce (Zentralkomitee der Juden in Polen), das die Ansiedlung von erwarteten 100.000 so genannten repatriierten Juden aus der Sowjetunion in Niederschlesien beabsichtigte, unterstützt. Von Mai 1945 bis Januar 1946 kamen circa 21.000 Juden im Rahmen der Repatriierung aus der Sowjetunion nach Niederschlesien. In einer zweiten Repatriierungswelle von Februar bis Juli 1946 trafen weitere 2.000 Juden in Niederschlesien ein. Von den 23.000 repatriierten Juden aus Ostpolen kamen 15.000 nach Breslau.

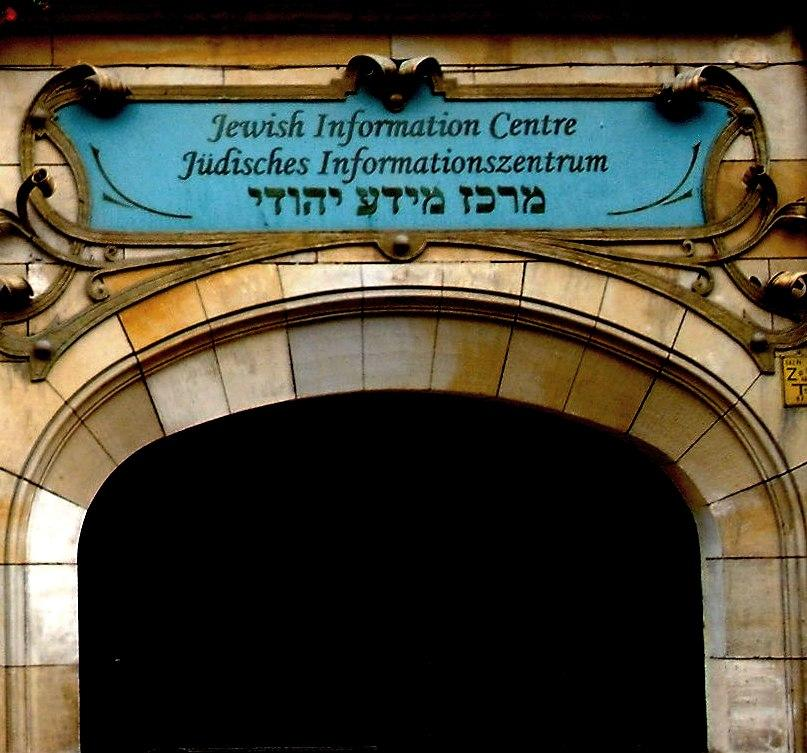
Jüdisches Gemeindezentrum

Im Sommer 1946 verlegte das Zentralbüro des WKŻ – Wojewódzki Komitet Żydów (Woiwodschaftskomitée der Juden) seinen Sitz von Dzierżoniów (Reichenbach im Eulengebirge; 1945–1946 Rychbach) nach Breslau und übernahm dabei den größten Teil des ehemaligen deutsch-jüdischen Gemeindebesitzes unter anderem die Storchsynagoge, das jüdische Gemeindezentrum in der ulica Pawła Włodkowica (Wallstraße) und der ulica św. Antoniego (Antonienstraße) sowie den Alten jüdischen Friedhof (cmentarz żydowski/Judenfriedhof) an der ulica Ślężna (Lohestraße) 37/39 und in der ulica Lotnicza (Flughafenstraße). Zudem einzelne andere Gebäude wie die jüdische Schule am plac Pereca (Rehdigerplatz). Seit 1946 gab es eine jiddische Grundschule und ein Lyzeum (Scholem-Alejchem-Lyzeum Nr. VII). 1946 lebten über 100.000 polnischen Juden in Niederschlesien, womit über die Hälfte der gesamten polnischen jüdischen Bevölkerung in Niederschlesien ansässig waren. 1946 entstand in Breslau eine neue jüdische Gemeinde unter dem Namen „Kongregation Mosaischen Glaubens“ (Kongregacja Wyznania Mojżeszowego) von polnischen Juden gegründet, welche die „Storch-Synagoge“ wiederum als Gebetsraum benutzten. Im Juli 1946 wohnten in Breslau über 16.000 Juden. Der ehemalige Karlsplatz kehrte zu seinem alten Namen „Jüdischer Platz“ (plac Żydowski) zurück, Ende der 1940er Jahre wurde er „Platz der Helden des Ghetto“ genannt (plac Bohaterów Getta).
Mit dem Pogrom von Kielce im Juli 1946, das als Symbol für den polnischen Antisemitismus der Nachkriegszeit gilt, wanderten fast die Hälfte der in Niederschlesien lebenden polnischen Juden aus, so dass schließlich die Zahl der Juden auf 57.000 am Ende des Jahres 1946 sank. Die Auswanderung wurde durch die Schließung der Grenzen im Jahre 1947 beendet. Niederschlesien blieb somit noch das jüdische Zentrum Polens und Breslau mit fast 11.000 Juden der Mittelpunkt jüdischen Lebens in Polen.
Mit der Staatsgründung Israels im Mai 1948 lehnte sich die Politik Polens an der Position Stalins an, der die Staatsgründung Israels ablehnte, womit sich die Lage der in Polen ansässigen Juden verschlechterte. Im Januar 1949 löste sich „der nichtzionistische, marxistische Bund jüdischer Arbeiter“ (poln. socjalistyczna partia żydowskiej klasy robotniczej) – der Allgemeine Jüdische Arbeiterbund und die wichtigste nichtzionistische jüdische Partei Polens auf. Die jüdische Arbeiterpartei wurde dann in die Polnische Vereinigte Arbeiterpartei („PZPR“) eingegliedert. Andere zionistische Organisationen und Parteien wurden verboten. Die polnische Regierung revidierte Ende der 1940er Jahre ihre Politik der jüdischen Autonomie in Polen und der eines autonomen jüdischen Bezirks in Niederschlesien.

### Auswanderung und Assimilierung (1950–1980)
Mitte der 1950er Jahre stabilisierte sich die Lage und das American Jewish Joint Comitée konnte sogar seine Arbeit in Niederschlesien wiederaufnehmen. Bis 1955 gab es in der Stadt ein jiddisches Theater (an der ulica Świdnicka, unter der Leitung von Jakub Rotbaum und Ida Kamińska). 1959 gab es eine Repatriantenwelle aus der Sowjetunion, von der viele nach Westeuropa emigrierte. 1960 gab es 7.000 bis 8.000 Juden in Niederschlesien, von denen die Hälfte in Breslau lebte.
Nach dem Sechstagekrieg und der damit einhergehenden Verurteilung Israels durch die Regierung Polens gab es eine staatlich organisiere antisemitische Kampagne die sogenannten März-Unruhen 1968 in Polen („Märzereignisse 1968“). Es wurden in der jiddischen Grundschule und im Lyzeum (Scholem-Alejchem-Lyzeum Nr. VII) jedoch die ersten nicht-jüdischen Klassen gebildet und 1969 die letzten jüdischen Klassen aufgelöst. Das Lyzeum nahm dann den Namen Krzysztof-Kamil-Baczyński-Lyzeum an. In Breslau gab es Studentenversammlungen, antijüdische Demonstrationen, Verhaftungen und Strafverfahren gegen jüdische Bürger, danach reisten 3.000 Juden aus Niederschlesien aus. Alle jüdischen Einrichtungen Breslaus wurden geschlossen und beschlagnahmt, so auch das jüdische Theater, das bis zur Beschlagnahme als renommiertes jüdisches Kulturzentrum landesweit bekannt war. Von den verbliebenen haben sich viele unter dem öffentlichen Druck von der jüdischen Herkunft und Tradition losgesagt und nahmen polnisch klingelnde Familiennamen an. Die große „Storch-Synagoge“ wurde 1974 von der staatlichen Verwaltung als ungenutztes Gut beschlagnahmt und im Zuge der Wirtschaftsreform 1989 an eine Privatperson als Geschäftsraum verkauft. Zwischenzeitlich wurden die Überreste des ältesten Friedhofs auf dem Großen Anger beseitigt, der westlich der Bahnhofstraße liegende Teil wurde mit Wohnhäusern und einer Sportanlage bebaut und der östliche Teil zum Busbahnhof umfunktioniert.

### Revitalisierung der jüdischen Tradition (1980er)
Eine Renaissance fand bei der jüdischen Gemeinde in den späten 1980er Jahren statt. So wurde auf Initiative von Jerzy Kichler, der heutige Vizepräsident des polnisch-jüdischen Rates, innerhalb der jüdischen Gemeinde religiöse und kulturelle Aktivitäten wiederbelebt und erneuert.
1993 wurde die Kongregation Mosaischen Glaubens in Jüdische Glaubensgemeinde (Gmina Wyznaniowa Żydowska) umbenannt, die zuletzt circa 300 eingetragene Mitglieder hatte. Am 27. August 2006 wurde sie in den Bund der Jüdischen Glaubensgemeinden der Republik Polen (Związek Gmin Wyznaniowych Żydowskich w RP) eingegliedert, womit der administrative und finanzielle Aufwand eingeschränkt werden konnte. Rabbiner der Breslauer Gemeinde war zuletzt bis 2011 Icchak Chaim Rapoport. Am 24. September 1995 (Rosch ha-Schana) wurde die „Storch-Synagoge“ wieder eingeweiht und 1996 der Gemeinde offiziell zurückgegeben. Seitdem dauern die Renovierungsarbeiten an. Sie wird zu großen Feiertagen als Gebets-, meistens jedoch als Veranstaltungshaus genutzt. Ferner existiert seit 1945 im Bürogebäude der Gemeinde ein für die regelmäßigen Schabbatgottesdienste genutzter Synagogensaal („Kleine Synagoge“). Ferner unterhält die Breslauer Gemeinde die 1998 gegründete jüdische Grundschule „Lauder – Etz Chaim“ (Lebensbaum) und einen jüdischen Kindergarten. Diese beiden letztgenannten Einrichtungen wurden mit Hilfe der Ronald S. Lauder Foundation gegründet, leiden allerdings an einem Mangel an jüdischen Kindern, so dass die Vorschuleinrichtung heute bereits den Namen Nichtöffentlicher Europäischer Kindergarten („Niepubliczne Przedszkole Europejskie“) trägt. Während der Alte Jüdische Friedhof zu einem Museum für Friedhofskunst erklärt wurde und recht gut konserviert ist, wird der Neue Jüdische Friedhof weiterhin von der jüdischen Gemeinde Breslaus genutzt, erfordert aber Restaurierungsarbeiten.

## Film
- Karin Kaper und Dirk Szuszies (Regie und Produktion): Wir sind Juden aus Breslau. Kinodokumentarfilm. Überlebende Jugendliche und ihre Schicksale nach 1933, 2016. In dem Film kommen als Breslauer Zeitzeugen zu Wort: Esther Adler, Gerda Bikales, Anita Lasker-Wallfisch, Renate Lasker-Harpprecht, Walter Laqueur, Fritz Stern, Guenter Lewy, David Toren, Abraham Ascher, Wolfgang Nossen, Eli Heymann, Mordechai Rotenberg, Max Rosenberg, Pinchas Rosenberg.